# Emicídio (canção)
Emicídio é o terceiro single do rapper Emicida. Foi lançado via MySpace em 13 de agosto de 2010 com a produção de Renan Samam e distribuição da gravadora Laboratório Fantasma. Emicídio conta sobre a história de Emicida e as dificuldades que sofreu para chegar aonde está. Ela introduz sua segunda mixtape, de mesmo nome.

## História
O instrumental produzido pelo promissor Renan Samam sampleia uma música de origem indiana desconhecida. O MC Kamau enviou tal música para Renan Samam que após finalizar a produção enviou a amostra para o mesmo, que achou o instrumental muito "pesado" para o seu estilo, e então sugeriu que o beat fosse enviado para Emicida, pois condizia mais com as suas características.